# Museo di storia e antropologia di Tenerife
Il Museo di storia e antropologia di Tenerife (spagnolo: Museo de Historia y Antropología de Tenerife - abbreviato in MHA), fa parte dell'Organismo Autónomo de Museos y Centros de Tenerife (del Cabildo de Tenerife).
Ha aperto a dicembre 1993 nel palazzo noto come Casa Lercaro (risalente al XVI secolo), a San Cristóbal de La Laguna, nelle Isole Canarie (Spagna).

## Storia
Il museo trae le sue origini dalla fusione del Museo di storia col Museo di antropologia (quest'ultimo nato nel maggio del 1995). È stato istituito con il fine di diffondere la storia dell'isola di Tenerife e offrire una panoramica dello sviluppo istituzionale socio-economico e culturale del luogo, dal XV al XX secolo.
La struttura ha anche compiti di ricerca, salvataggio, conservazione, diffusione ed esposizione dei reperti, e del patrimonio bibliografico dell'isola.
L'istituzione museale ha due sedi nel municipio di La Laguna, uno a Casa Lercaro, e l'altra a Casa de Carta (in Valle de Guerra).

## Leggenda
A Casa Lercaro vi è legata la leggenda di Catalina Lercaro. Catalina, appartenente alla famiglia genovese dei Lercaro, fu costretta a sposare un uomo più anziano, che godeva di una buona posizione sociale e grande ricchezza. Tale matrimonio di convenienza non fu gradito affatto da Catalina, la quale, il giorno delle nozze si suicidò gettandosi nel pozzo del cortile del palazzo di famiglia. Molte persone affermano di aver visto lo spettro di Catalina Lercaro nel museo.
La Casa Lercaro è considerata la più famosa casa infestata delle Isole Canarie.